# Stazione di Hirama
La stazione di Hirama (平間駅?, Hirama-eki) è una stazione ferroviaria situata nel quartiere di Nakahara-ku della città di Kawasaki, nella prefettura di Kanagawa in Giappone che serve la linea Nambu della JR East.

## Linee
East Japan Railway Company
■ Linea Nambu

## Struttura
La stazione è realizzata in superficie con due marciapiedi laterali e due binari passanti. Sono presenti ascensori, servizi igienici, e tornelli automatici con supporto alla biglietteria elettronica Suica.
| 1 | ■ Linea Nambu |  | per Shitte e Kawasaki                                         |  |
| 2 | ■ Linea Nambu |  | per Musashi-Kosugi, Musashi-Mizonokuchi, Noborito e Tachikawa |  |

## Stazioni adiacenti
| «                   | Servizio    | »           |
| Linea Nambu         | Linea Nambu | Linea Nambu |
| ------------------- | ----------- | ----------- |
| Kashimada           | Locale      | Mukaigawara |
| Il rapido non ferma |             |             |